# Геккер Анатолій Ілліч
Анатолій Ілліч Геккер (рос. Анатолий Ильич Геккер, 25 серпня (6 вересня) 1888 — 1 липня 1937) — радянський військовий діяч, комкор (20.11.1935). Учасник Громадянської війни у Росії.

## Біографія
Анатолій Ілліч Геккер народився 25 серпня 1888 року в Тифлісі в родині військового лікаря. Навчався в Тифліській класичній гімназії. Після закінчення навчання в 1907 році і вступив до військового училища.
Геккер закінчив у 1909 році Володимирське військове училище у Санкт-Петербурзі. Розпочав службу у 102-му Вятському піхотному полку. З 1912 року перебував на службі вОкремому корпусі прикордонної варти. Він був учасником Першої світової війни, воював на посаді обер-офіцера для доручень при штабі 3-ї Заамурської прикордонної дивізії. Анатолій Геккер виконував обов'язки старшого ад'ютанта штабу 3-го армійського корпусу. В 1917 закінчив прискорений курс Імператорської Миколаївської академії Генерального штабу в чині штабс-ротмістра. Потім був направлений старшим ад'ютантом штабу до 33-го армійського корпусу на Румунський фронт. У вересні 1917 року перебував у складі делегації Румунського фронту на з'їзді у Петрограді. Анатолія Ілліча Геккера було обрано членом корпусного солдатського комітету. У вересні 1917 року він вступив у партію більшовиків.
Був членом армійського військово-революційного комітету. Коли закінчилась Жовтнева революція, був обраний у грудні 1917 року Солдатським з'їздом начальником штабу 33-го корпусу. У січні 1918 року отримав призначення командувача 8-ї армії Румунського фронту. З січня до березня 1918 року — командувач цією армією.
Геккер — учасник Громадянської війни. У березні 1918 року він вступив до лав Червоної Армії, був призначений членом Центроштабу Рад у Донбасі і став одним із організаторів радянських частин. Того ж місяця призначений командувачем радянських військ на Донбасі — Донецькою армією РСЧА. З квітня 1918 року — начальник штабу командувача Українського фронту В. А. Антонова-Овсієнко, Потім — комісар Біломорського військового округу, командувач Вологодським тиловим районом і Котлаським районом.

## Військова кар'єра
Анатолій Ілліч Геккер очолював придушення Ярославського повстання. Крім того, він був командувачем Північного Ярославського району. Організував артилерійський обстріл міста, що призвело до пожеж та загибелі мешканців. 21 липня 1918 року телеграфував до Москви:
Я, командувач Північним Ярославським районом Геккер, Окружний Комісар Біломорського Округу, покладене на мене завдання з ведення бойових операцій під Ярославлем вважаю завершеним Нарком Троцький наказав мені вести операції на Північному березі Волги. … прошу доповісти Наркому Троцькому про необхідність мого від'їзду в Архангельськ для сприяння обороні Архангельська. Прошу дати відповідь про можливість мого від'їзду і ще раз доповідаю, що тут ніякої небезпеки вже немає"
Вів бойові дії на шенкурссько — архангельському напрямку проти військ генерала Є. К. Міллера та англійських інтервентів. З грудня 1918 року командував Астраханським укріпленим районом Каспійсько-Кавказького фронту, один з організаторів оборони Астрахані. З 7.02.1919 по 8.04.1919 — начдив 13-ї стрілецької дивізії 8-ї армії РСЧА, що діяла в Північній Таврії та в Криму. З 9.05.1919 по 24.02.1920 — командувач 13-ї армії Південного фронту. Під його командуванням армія брала участь у всіх найважливіших операціях фронту проти армій А. І. Денікіна. Був поранений восени 1919 осколком снаряда.
У квітні — серпні 1920 року А. І. Геккер був начальником штабу Військ внутрішньої охорони Республіки. Потім він командує 11-ю армією, яка забезпечила в листопаді 1920 року прихід до влади у Вірменії комуністів та створення Вірменської РСР. У 1921 році керував діями радянських військ у ході радянсько-грузинської війни, а навесні 1921 року придушував дашнакське повстання у Вірменії. з травня 1921 по січень 1922 — перший командувач
З лютого по червень 1922 був начальником Військової академії РСЧА. З липня 1922 року — військовий аташе в Китаї. З 1929 року — військовий аташе в Туреччині. З червня 1934 по лютий 1937 керував відділом зовнішніх зносин Розвідувального управління РККА. З лютого 1937 — у розпорядженні Управління по комначсоставу РСЧА.

## Звинувачення
На слідстві у справі антирадянської троцькістської організації свідчення проти Геккера дали М. М. Тухачевський, В. М. Примаков і Б. М. Фельдман. 30 травня 1937 р. заарештований органами НКВС СРСР і звинувачений у шпигунській та терористичній діяльності. На слідстві вину визнав, а на суді відмовився від своїх свідчень. Був засуджений до страти 1 липня 1937 року і розстріляний того ж дня.
Був реабілітований 22 серпня 1956 року.

## Родина
Син Борис (1915 рік, Псков — 1992, Волгоград), архітектор; дочка Тетяна.

## Нагороди
- Орден Червоного Прапора (7.07.1921)[2]
- Орден Червоного Прапора Вірменської РСР (1921, вручено знак ордена № 1)
- Орден Червоного Прапора Азербайджанської РСР (28.03.1921)[3]
- Орден Святої Анни 3-го ступеня з мечами та бантом (1.03.1917)
- Орден Святого Станіслава 3-го ступеня з мечами та бантом (24.09.1916)
- Орден Святої Анни 4-го ступеня з написом «За хоробрість» (3.06.1915)